# Cuphea hyssopoides
Cuphea hyssopoides är en fackelblomsväxtart som beskrevs av St.-hil.. Cuphea hyssopoides ingår i släktet blossblommor, och familjen fackelblomsväxter. Inga underarter finns listade i Catalogue of Life.